# 85015 Gaskell
85015 Gaskell este un asteroid din centura principală de asteroizi.

## Descriere
85015 Gaskell este un asteroid din centura principală de asteroizi. A fost descoperit pe 19 ianuarie 2004 în cadrul proiectului CSS. Asteroidul prezintă o orbită caracterizată de o semiaxă mare de 2,39 ua, o excentricitate de 0,14 și o înclinație de 1,8° în raport cu ecliptica.